# Reprezentacja Luksemburga w piłce siatkowej mężczyzn
Reprezentacja Luksemburga w piłce siatkowej mężczyzn — reprezentacja narodowa w piłce siatkowej założona w 1951 roku, występująca na arenie międzynarodowej od 1951 roku, czyli od powstania Luksemburskiego Związku Piłki Siatkowej. Od 1951 roku jest członkiem FIVB i CEV. Za jej funkcjonowanie odpowiedzialny jest Fédération Luxembourgeoise de Volleyball (FLVb).

## Rozgrywki międzynarodowe
Mistrzostwa Europy Małych Państw:
- 2000 -  3.
- 2002 - 4.
- 2004 -  2.
- 2007 -  3.
- 2009 -  2.
- 2011 -  2.
- 2013 -  3.
- 2015 -  1.
- 2017 -  1.
- 2019 - nie brała udziału

Igrzyska małych państw Europy:
- 1987 -  3.
- 1989 -  2.
- 1991 -  1.
- 1993 - nie brała udziału
- 1995 -  3.
- 1997 - nie brała udziału
- 1999 - nie brała udziału
- 2001 -  3.
- 2003 -  3.
- 2005 - 4.
- 2007 -  3.
- 2009 - 5.
- 2011 -  3.
- 2013 -  2.
- 2015 -  1.
- 2017 -  1.
- 2019 -  3.